# Rosario Pumarejo
María del Rosario Pumarejo Cotes (Santa Marta, 28 de octubre de 1865 - 12 de diciembre de 1894) fue la esposa del empresario y político colombiano Pedro A. López y madre del político y presidente de Colombia Alfonso López Pumarejo.

## Biografía
A pesar de que su nieto Alfonso López Michelsen afirmó años después que era oriunda de Valledupar, Rosario nació en Santa Marta, el 28 de octubre de 1865, hija del empresario costeño Sinforoso Pumarejo Quirós y de su esposa Josefa Martina Cotes.  Fue bautizada el 11 de noviembre de 1865 en su propia casa, porque su débil salud hizo temer a sus padres que muriera pronto y pidieron el auxilio del obispo local.
Contrajo matrimonio siendo menor de edad con el empresario bogotano Pedro Aquilino López, hijo del influyente sastre Ambrosio López Pinzón, el 4 de octubre de 1882, en el municipio portuario de Honda, Tolima, donde López empezaba a crecer como exportador de café y pieles.
Con Pedro A. López tuvo 8 hijos: Pedro Nel, Paulina, Rosario, Sofía, María, Alfonso, Eduardo y Miguel López Pumarejo. Su sexto hijo, Alfonso López Pumarejo, llegó a ser importante empresario y político, y afiliado al Partido Liberal fue presidente de Colombia, entre 1934 y 1938, y 1942 y 1945. Su nieto Alfonso López Michelsen también fue presidente de Colombia (1974 a 1978).
Rosario murió a los 29 años el 12 de diciembre de 1894, dejando huérfanos a sus 8 hijos y quedando en el olvido, hasta el ascenso al poder de su nieto Alfonso López y con ello el interés por su recuerdo.

## Familia
Su padre Sinforoso Pumarejo era un importante hombre en su natal Valledupar, y se registra que era un hombre alegre, al que sus amigos llamaba "Polocho", y cuyos encuentros nocturnos o parrandas le ganaron fama regional. Sinforoso llegó a ser gobernador de la provincia por encargo del presidente conservador Manuel María Mallarino, y prefecto de la Sierra Nevada de Santa Marta, territorio donde su familia tenía terrenos.
Sinforoso a su vez descendía del criollo Juan Manuel de Pumarejo y Casuso, que se estableció en la región buscando fortuna, y llegó a ser un rico empresario y ganadero. Uno de los hijos de Juan Manuel fue José Domingo Pumarejo, que siendo el hijo mayor se encargó de administrar los vastos territorios acumulados por su padre, y quien fue padrino de bautizo de Rosario porque era su abuelo paterno.
Su madre Josefa María Cotes era hija de Silvestre Cotes y María del Rosario Oñate, de cuya familia descendió décadas después el cantante de vallenato Jorge Oñate.

### Descendencia

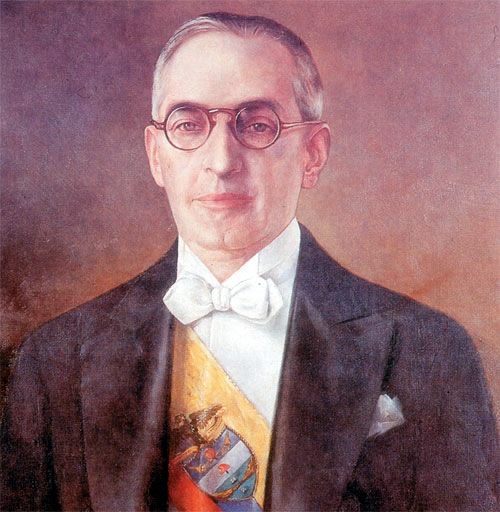
López Pumarejo en su primer mandato

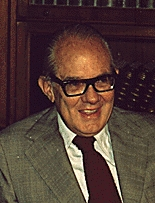
López Michelsen como presidente, 1977

Su sexto hijo fue Alfonso López Pumarejo, empresario nacido en Honda y exitoso político afiliado al Partido Liberal, que favorecía sus intereses empresariales. Alfonso se casó con María Michelsen Lombana, hija del científico Carlos Michelsen Uribe, y prima del banquero Jaime Michelsen Uribe, creador del conglomerado Grupo Grancolombiano. Alfonso llegó a ser presidente de Colombia entre 1934 y 1938, y luego de 1942 a 1945, aunque fue electo para terminar en 1946, teniendo que renunciar 2 veces por problemas que le impidieron gobernar.
Alfonso y María tuvieron varios hijos, siendo Alfonso López Michelsen el más importante de sus hijos. López Michelsen fue también político como su padre, y gracias a la herencia cultural de su abuela, Rosario Pumarejo, se convirtió en defensor del folclor vallenato, siendo el cocreador del Festival Vallenato. López Michelsen fue elegido presidente y gobernó entre 1974 y 1978. Años antes también fue el primer gobernador del departamento del Cesar, logrando que fuera declarado como tal en 1968.
Una de las sobrinas de Alfonso y prima de Alfonso López Michelsen es la política de izquierda Clara López Obregón, nieta de Rosario Pumarejo y Pedro A. López por un lado, y del pintor Alejandro Obregón por el otro.
López Michelsen se casó con Cecilia Caballero y tuvieron a los periodistas y políticos Alfonso y Felipe López Caballero.